# Рух Афза
Рух Афза (урду روح افزا; гінді रूह अफ़ज़ा; бенг. রূহ আফজা; досл. «Освіжувач душі») — напій, який є концентрованим сквошем. Він був створений 1906 року Гакімом Абдул Гамідом і представлений Гакімом Гафізом Абдул Маджидом. Наразі Рух Афза виробляється компаніями, заснованими ним і його синами, включаючи Hamdard India (материнська компанія), а також Hamdard Laboratories (Waqf) Пакистан і Hamdard Laboratories (Waqf) Бангладеш. З 1948 року компанія виробляє продукт в Індії, Пакистані та Бангладеш.
Інші компанії також використовують цей незапатентований рецепт у цих країнах. Спеціальний рецепт Унані Рух Афза поєднує в собі кілька інгредієнтів, які в народі вважають охолоджувачами, наприклад троянду, яка використовується як засіб від лу (спекотних літніх вітрів Північної Індії, Пакистану та Бангладеш). Напій зазвичай асоціюється з місяцем Рамадан, коли його зазвичай вживають під час іфтару. Він комерційно продається як сироп для ароматизації шербетів, холодних молочних напоїв, морозива та холодних десертів, таких як популярна фалуда. Назва Рух Афза іноді перекладають як «освіжувач душі». Існує думка, що цю назву вигадав автор рецептури напою з можливим культурним впливом.

## Історія

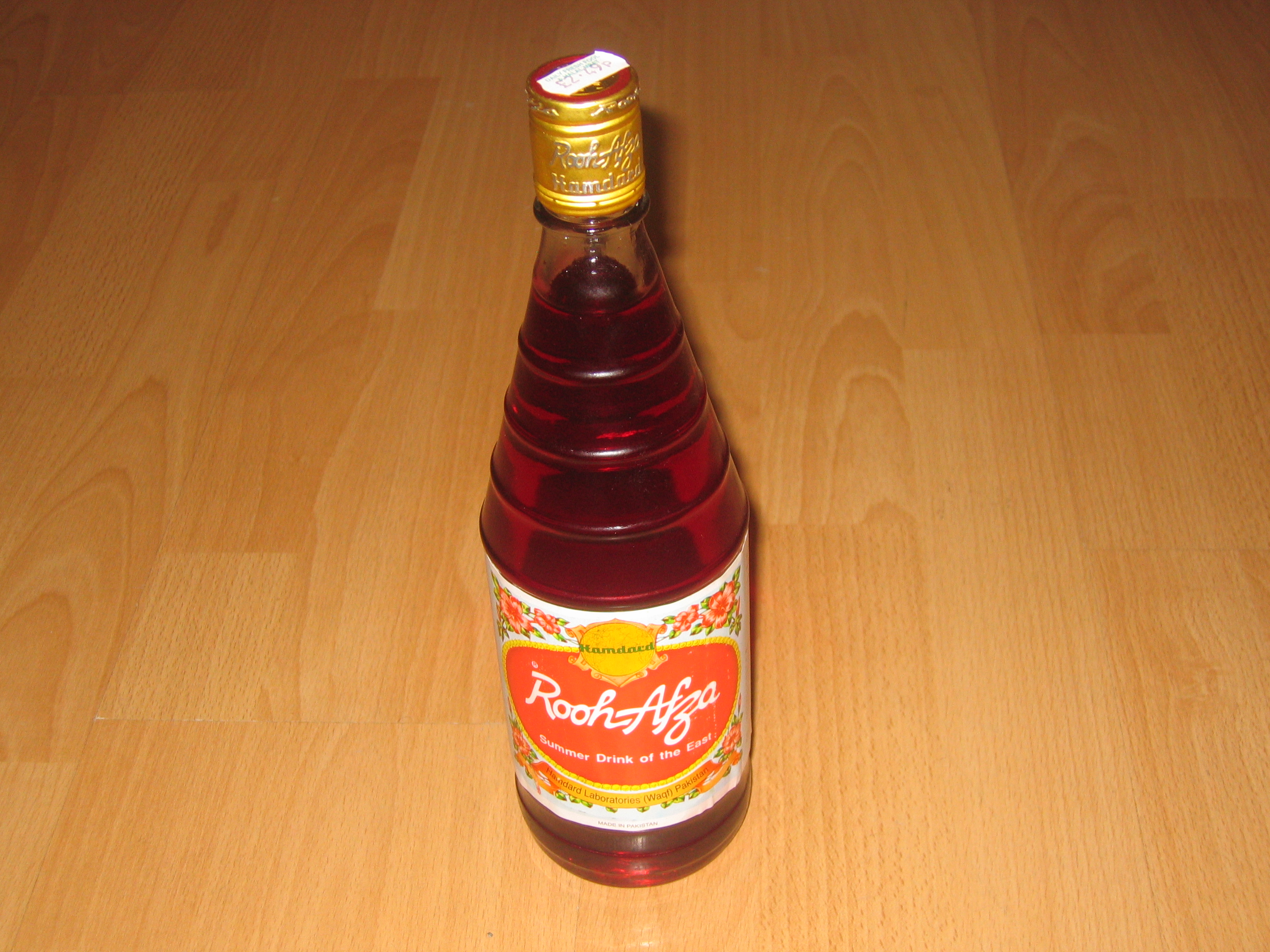
Пляшка Рух Афза.

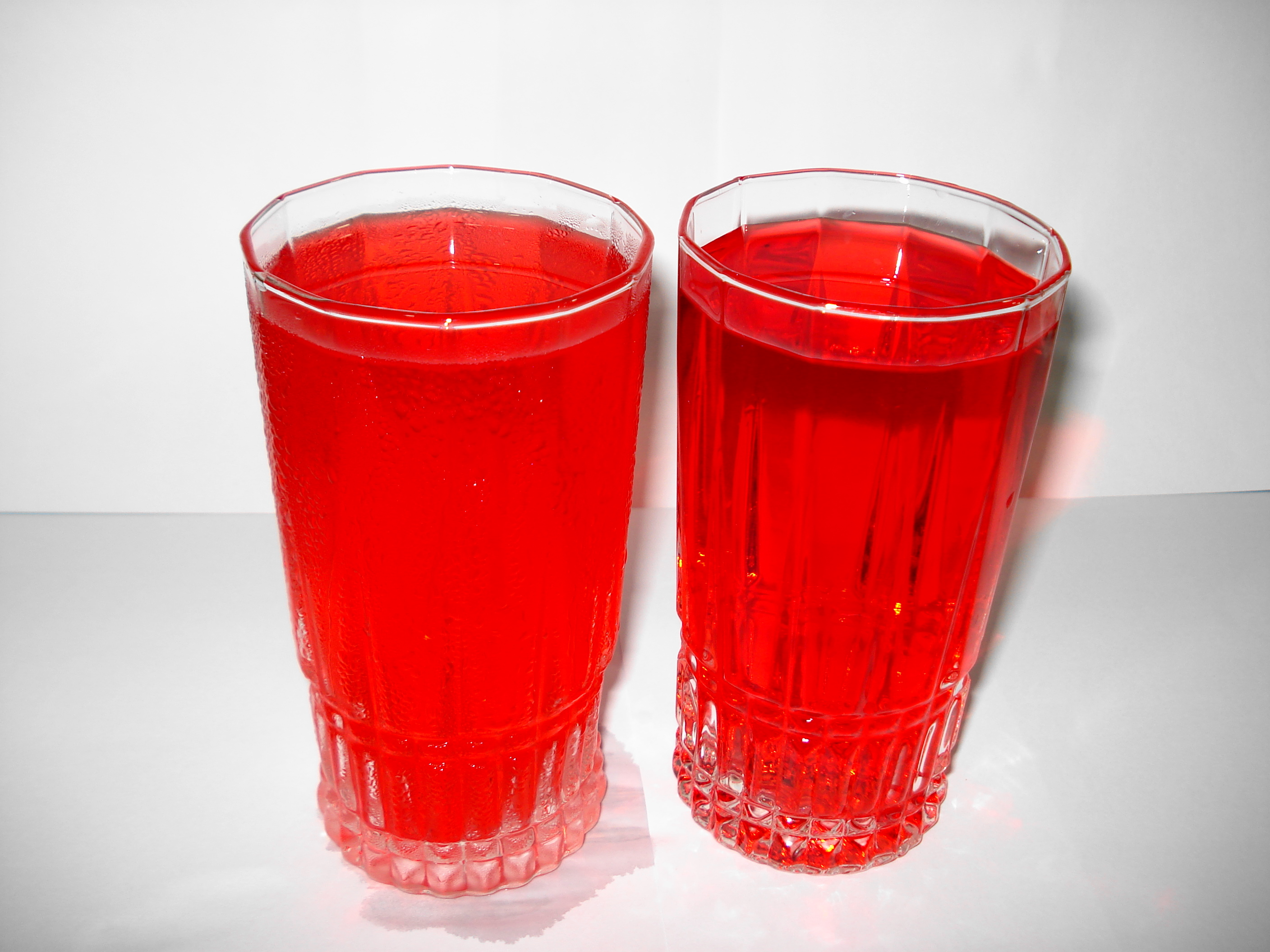
Напій шербет з сиропу Рух Афза.

Рух Афза був створений засновником Hamdard Гакімом Гафізом Абдулом Маджидом у Старому Делі, Британська Індія. У 1906 році він хотів створити трав'яний напій, який допоміг би жителям Делі залишатися прохолодними влітку. Він відібрав трави та сиропи з традиційної медицини Унані і створив напій, який допомагав би протистояти тепловим ударам і запобігав втраті води в організмі. 1910 року художник Мірза Нур Ахмад розробив етикетки «Рух Афза» у різних кольорах. Прогрес у розробці та вдосконаленні оригінального рецепту тривав увесь цей час, поки не з'явився остаточний варіант напою.
Після смерті Маджида через 15 років його дружина Рабеа Бегум заснувала благодійний фонд від свого імені та своїх двох синів.
Після поділу Індії в 1947 році старший син, Гакім Абдул Гамід, залишився в незалежній Індії — молодший син, Гакім Мохаммад Саїд, переїхав до новоствореної держави Пакистан 9 січня 1948 року та заснував окрему компанію Hamdard із двох кімнат у районі Арамбаг (тоді Рам Баг) у Карачі. 1953 року Hamdard Pakistan нарешті став прибутковим. Гакім Мохаммад Саїд відкрив філію Hamdard у колишньому Східному Пакистані. За словами дочки Гакіма Мохаммада Саїда, Садії Рашид, голови Hamdard Pakistan у 2019 році, її батько подарував бізнес народу Бангладеш після здобуття ними незалежності від Пакистану в 1971 році.
У 2010 році шеф-кухар Ніта Мегта та індійська кіноактриса Джухі Чавла були найняті для рекламної діяльності лабораторіями Hamdard для створення нових рецептів безалкогольних коктейлів і десертів для Рух Афза, їхнього всесезонного літнього напою, який використовувався в новій маркетинговій кампанії.

## Інгредієнти
Його оригінальна формула містила:
- трави:
  - Діпак («насіння хурфи», Portulaca oleracea)
  - Цикорій
  - Виноградний родзинки (Vitis vinifera)
  - Лілія європейська біла (Nymphaea alba)
  - Латаття блакитна зірка (Nymphaea nouchali)
  - Лотос (nelumbo)
  - Огірочник лікарський
  - Коріандр
  - Розмарин

- Фрукти:
  - Помаранч
  - Цитрон
  - Ананас
  - Яблуко
  - Ягоди
  - Полуниця
  - Малина
  - Логанберрі
  - Ожина
  - вишня
  - Виноград конкорд
  - Чорна смородина
  - Кавун

- Овочі:
  - Шпинат
  - Морква
  - Мінт
  - Люффа єгипетська (Luffa aegyptiaca)

- Квіти:
  - Троянда
  - Кевра (Pandanus fascicularis)
  - Лимон
  - Помаранч

- Коріння:
  - Ветивер (Chrysopogon zizanioides)

## Підготовка
Сироп Рух Афза зазвичай подають у суміші з холодним молоком або водою та льодом. Рух Афза подають під час іфтара (вечері для розговіння або саум) у Рамадан. Концентрат також змішують з водою, що є звичним у спекотне південноазійське літо. Після змішування з водою утворюється шербет. Сироп Рух Афза часто змішують з морозивом кульфі та вермішеллю для приготування схожої версії популярного іранського десерту фалуде.

## Судова справа у Бангладеш
За скаргою на неправдиву інформацію, рекламу, що вводить в оману, та публікацію неправдивої інформації на веб-сайті, інспектор з питань безпечності харчових продуктів Камрул Гассан 30 травня 2018 року порушив справу проти Hamdard Laboratories Bangladesh. У справі він зазначає, що інформація, опублікована в рекламі з написом «Рух Афза зроблена з 35 фруктових соків», не відповідає дійсності. 12 червня того ж року суддя Фуд-корту AFM Маруф Чоудхурі оштрафував компанію на чотири лакхи така за публікацію оманливої реклами. Якщо компанія не сплатить штраф, її голову та виконавчого директора засудять до трьох місяців ув’язнення.

## Варіанти
Hamdard Laboratories India випустила два варіанти готових напоїв для індійського ринку, а саме RoohAfza Fusion і RoohAfza Milkshake.
У Пакистані один із готових до вживання варіантів під назвою Rooh Afza Go доступний у формі банки. Крім того, напій, який зазвичай готують батьки для дітей у Пакистані, тепер доступний як продукт від Hamdard Laboratories (Waqf) Pakistan під назвою Doodh (молоко) Rooh Afza. Це молоко зі смаком Rooh Afza, упаковане в молочну коробку об'ємом 225 мл.